# Déontologie professionnelle

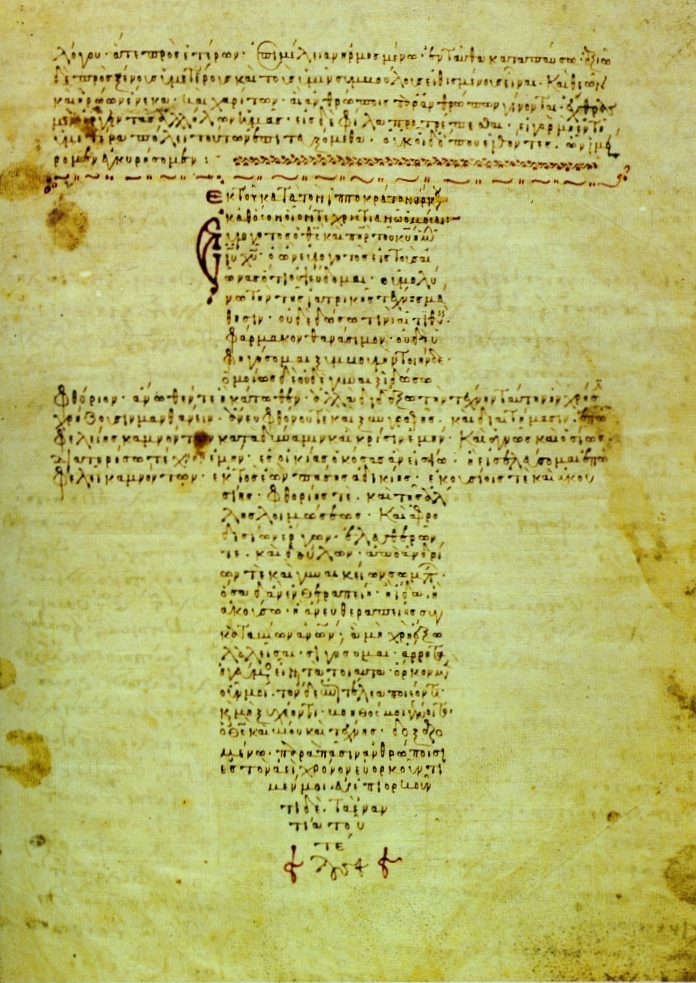
Manuscrit byzantin du serment d'Hippocrate en forme de croix chrétienne, XIIe siècle

Le terme déontologie professionnelle fait référence à l’ensemble de principes et règles éthiques (code de déontologie, charte de déontologie) qui gèrent et guident une activité professionnelle. Ces normes sont celles qui déterminent les devoirs exigibles des professionnels dans l'accomplissement de leur activité.

## Définition
Dans un sens étymologique, la déontologie correspond au discours concernant ce qu'il faut faire. 
Dans un sens général, la déontologie correspond à l'ensemble des règles imposées aux professionnels concernant leurs rapports entre confrères et leurs rapports avec les clients.

## Histoire
Depuis le développement des villes au début du IIe millénaire, les membres d'un même métier se sont organisés en corporations, qui se sont dotées le plus souvent de règlements très stricts quant à l'organisation du travail (conditions de l'apprentissage, de l'engagement, salaires, etc.), de la production (normes de qualités, règles de l'art) et de la commercialisation (poids et mesures, conditions de paiement, bourses). Un exemple nous en est fourni par le Livre des métiers publié en 1268 par Étienne Boileau, l'un des premiers prévôts de Paris nommé à ce poste par Saint Louis.
La plupart des professions demandent dans leur déontologie à leurs membres de se mettre d'accord entre eux en présence de clients, et, plus généralement, face à toute personne extérieure. Cela permet de donner plus de vraisemblance à leur travail. De plus, ils essaieront de cacher aux autres le processus par lequel ils se mettent d'accord, pour donner l'impression de compétences ancrées dans le réel. Ainsi les officiers ne montreront jamais un désaccord entre eux devant des militaires du rang ; les chirurgiens prendront soin d'informer le médecin qui leur a recommandé un patient, de façon que ce dernier puisse donner le même avis que lui ; quand des commerçants d'un même magasin donnent un prix à la tête du client, ils mettent en œuvre tout un processus caché pour donner tous le même prix au même client ; des professeurs d'école ne montreront pas leurs disputes en présence des élèves ou des parents.

## Déontologies par professions
Plusieurs professions ont développé leurs propres codes de déontologie et, à titre d'illustrations, citons :
- déontologie médicale du Serment d'Hippocrate ;
- déontologie des pharmaciens : en France, le code de déontologie des pharmaciens est intégré au Code de la santé publique[4] ;
- déontologie des sages-femmes : en France, code déontologie intégré au Code de la santé publique ;
- code de déontologie des avocats (en France) ;
- code de déontologie des avocats (au Québec) ;
- déontologie des huissiers de justice ;
- déontologie des notaires ;
- déontologie des magistrats ;
- déontologie des architectes, définie par le code des devoirs professionnels (Journal officiel du 25 mars 1980 et rectificatif J.O. – N.C. du 21 juin 1980) ;
- déontologie des ingénieurs (au Québec) ;
- déontologie des ingénieurs écologues, proposée par l'Association française des ingénieurs écologues[5] ;
- déontologie du journalisme, régie par la charte de Munich ;
- déontologie dans le secteur médico-social ;
- déontologie administrative.

Il s'agit en général de professions réglementées (à l'exception du journalisme, pour lequel la charte des droits et devoirs n'est pas contraignante).
En France, l'association IESF a publié en 2001 une charte d'éthique de l'ingénieur. Comme indiqué dans son préambule, cette charte doit être considérée comme la profession de foi de tous ceux qui figurent dans le répertoire français des ingénieurs créé par le CNISF. Mais il n'est pas évident que les ingénieurs aient connaissance de cette charte. En outre, à la différence d'un code de déontologie, cette charte est seulement déclarative, et son non-respect ne peut donner lieu à des sanctions de la profession.

### En politique
« Les politiciens devraient-ils se conformer à un code de déontologie, ou la politique est-elle une profession entièrement discrétionnaire, sous réserve de seule conformité avec la loi ? » est une question qui a longtemps fait débat. Des codes de pratique, cependant, ont récemment été approuvés dans ce domaine.
Au Québec, une loi a été votée en 2010 sur l'éthique et la déontologie en matière municipale.
En France :
- le gouvernement a adopté le 17 mai 2012 une charte de déontologie des membres du gouvernement[9] ;
- l'Assemblée nationale a adopté en 2011 un code de déontologie à la suite de l'affaire Woerth-Bettencourt[10].